# Strasatti
Strasatti è una frazione di 8.500 abitanti del comune di Marsala, in provincia di Trapani.
Si trova a 11,14 km dalla città di Marsala, al confine con il comune di Petrosino. 
Nel 1978 la frazione è stata elevata in circoscrizione amministrativa.
Vi sono due pregevoli edifici religiosi: il santuario di San Francesco da Paola e la chiesa omonima.

## Sport
La principale squadra di calcio della frazione è  l'A.P.D. M.F. Strasatti Calcio che milita nel girone A della prima categoria